# استیون فالون
استیون فالون (انگلیسی: Steven Fallon؛ زادهٔ ۸ مهٔ ۱۹۷۹) بازیکن فوتبال اهل بریتانیا است.
از باشگاه‌هایی که در آن بازی کرده است می‌توان به باشگاه فوتبال داندی یونایتد و باشگاه فوتبال کویینز پارک اشاره کرد.